# Joseph Ebuya
Joseph Ebuya (né le 20 juin 1987 à Nyandarua) est un athlète kényan spécialiste des courses de fond.

## Carrière
Il se révèle durant la saison 2006 en prenant la quatrième place des Championnats du monde juniors de cross-country, puis du 10 000 mètres des Jeux du Commonwealth. À Pékin, lors des Championnats du monde juniors, le Kényan remporte la médaille de bronze du 5 000 mètres et la médaille d'argent du 10 000 m en établissant en 28 min 53 s 46 un nouveau record personnel. 
Deuxième du 3 000 mètres de la Finale mondiale de l'athlétisme 2007 derrière son compatriote Edwin Soi, Joseph Ebuya termine au pied du podium des Championnats du monde de cross-country 2008 mais remporte la médaille d'or au titre du classement par équipes.
Le 28 mars 2010, à Bydgoszcz, Joseph Ebuya remporte les Championnats du monde de cross-country en bouclant les 12 kilomètres dans le temps de 33 min 0, devançant l'Érythréen Teklemariam Medhin et l'Ougandais Moses Ndiema Kipsiro. Il permet alors à l'équipe du Kenya de remporter le titre par équipe en occupant la tête du classement général devant l'Érythrée et l'Éthiopie.

## Records personnels
- 3 000 m : 7 min 34 s 62 (Monaco, 29/07/2008)
- 5 000 m : 12 min 51 s 00 (Bruxelles, 14/09/2007)
- 10 000 m :28 min 53 s 46 (Pékin, 16/08/2006)

## Palmarès
| Année | Compétition                            | Lieu      | Place | Épreuve                    |
| ----- | -------------------------------------- | --------- | ----- | -------------------------- |
| 2006  | Championnats du monde de cross-country | Fukuoka   | 4e    | Course individuelle junior |
| 2006  | Jeux du Commonwealth                   | Melbourne | 4e    | 10 000 m                   |
| 2006  | Championnats du monde juniors          | Pékin     | 3e    | 5 000 m                    |
| 2006  | Championnats du monde juniors          | Pékin     | 2e    | 10 000 m                   |
| 2006  | Finale mondiale                        | Stuttgart | 8e    | 3 000 m                    |
| 2007  | Finale mondiale                        | Stuttgart | 2e    | 3 000 m                    |
| 2007  | Finale mondiale                        | Stuttgart | 4e    | 5 000 m                    |
| 2008  | Championnats du monde de cross-country | Édimbourg | 4e    | Course individuelle        |
| 2008  | Championnats du monde de cross-country | Édimbourg | 1er   | par équipe                 |
| 2009  | Championnats du monde                  | Berlin    | 13e   | 5000 m                     |
| 2010  | Championnats du monde de cross-country | Bydgoszcz | 1er   | Course individuelle        |
| 2010  | Championnats du monde de cross-country | Bydgoszcz | 1er   | par équipe                 |